# African Herbsman

African Herbsman est une réédition de l'album Soul Revolution Part II, regroupant douze morceaux enregistrés par les Wailers (Bob Marley, Peter Tosh, Bunny Livingston) pour Lee « Scratch » Perry entre janvier et mars 1971.
L'ordre des chansons est changé et le titre Memphis a été retiré. Parmi les cinq morceaux qui ont été ajoutés, trois furent enregistrés pour Upsetter, le label de Perry (Small Axe, All In One et 400 Years) et deux furent autoproduites par les Wailers sur leur label Tuff Gong (Lively Up Yourself et Trench Town Rock). African Herbsman contient donc seize morceaux. Il a été édité par Trojan Records en 1973 pour le marché international.

## Titres
Face A
1. Lively Up Yourself - 2:55
2. Small Axe - 4:00
3. Duppy Conqueror - 3:04
4. Trenchtown Rock - 3:01
5. African Herbsman - 2:26
6. Keep On Moving - 3:08
7. Fussing And Fighting - 2:30
8. Stand Alone - 2:10

Face B
1. All In One - 3:38
2. Don’t Rock The Boat - 4:38
3. Put It On - 3:11
4. Sun Is Shining - 2:13
5. Kaya - 2:41
6. Riding High - 2:48
7. Brain Washing - 2:42
8. 400 Years - 2:32